# Alburnus qalilus
Alburnus qalilus е вид лъчеперка от семейство Шаранови (Cyprinidae). Видът е застрашен от изчезване.

## Разпространение
Разпространен е в Сирия.

## Описание
Популацията на вида е намаляваща.